# Дунгуй
Дунгу́й (бур. Дунгуй) — село в Кяхтинском районе Бурятии. Входит в сельское поселение «Малокударинское».

## География
Расположено на республиканской автодороге 03К-024 (Верхние Мурочи — Малая Кудара — граница с Забайкальским краем), в 100 км к юго-восток-востоку от районного центра, города Кяхта, на левом берегу реки Кудары, при впадении речки Улентуй, и в 10 км к юго-западу от центра сельского поселения — села Малая Кудара. От села в юго-восточном направлении отходит автодорога, протяжённостью 21 км, на улус Усть-Дунгуй.

## История
Дунгуй и Жарниково как большие села известны с середины XVIII в.
В 1916 году село Дунгуй (66 дворов) и Жарниково (40 дворов) входили в состав Тамирской волости Верхнеудинского уезда.
В 1928 г. Дунгуй и Жарниково входили в Малокударинский сельский совет. В 1960—1978 гг. село Дунгуй относилось к Кударинскому Сомонному Совету Кяхтинского аймака. В советские годы село Жарниково стало западной частью села Дунгуй.

## Население
| 2002 | 2010 |
| ---- | ---- |
| 205  | ↘176 |

## Инфраструктура
Фельдшерско-акушерский пункт.
Сельский клуб